# Волюнтаризм (політика)
Волюнтаризм (від англ. voluntary – добровільний) — це політична позиція, згідно з якою всі форми людського об'єднання повинні бути добровільними настільки, наскільки це можливо. Як наслідок, волюнтаризм виступає проти ініціювання будь-якого агресивного насильства чи примусу, що закладено в принципі ненападу. «Ініціювання» в даному контексті вживається для позначення того, що волюнтаристи не виступають проти самооборони. Волюнтаризм є формою ринкового анархізму.
Волюнтаристи визначають державну владу, як узаконену монополію на застосування агресивного насильства і примусу в конкретному географічному регіоні, тому вони виступають за повне скасування. Більшість волюнтаристів визнають право власності, як форму природного права, що сумісно з відмовою від примусу. Існують також і прихильники волюнтаризму, які не визнають приватну власність, вони вважають, що учасники спільноти можуть добровільно вибрати кооперативне користування землею та ресурсами, не належать нікому, таким чином, не застосовуючи агресивне насильство або примус для укладання угод.
Однією з цілей волюнтаризму є заміна держави вільним суспільством, в якому можливо автономне самовизначення кожної людини, і в якому союзи людей засновані на взаємній згоді. Добровільне суспільство — це суспільство без держави. Вважається, що волюнтаризм, а не застосування сили, є ефективним засобом досягнення цієї мети.
Багато волюнтаристів вважають, що при добровільному обміні обидві сторони, що беруть участь у ньому, опиняються у виграші.
Волюнтаризм відрізняється запереченням демократичних процедур та ініціювання насильства як засобів досягнення добровільного товариства. Оскільки волюнтаристи розглядають виборчу політику контрпродуктивною і аморальною, вони воліють руйнувати державу неполітичними засобами, такими як сепаратизм, контрекономіка, громадянська непокора та просвітництво.
Деякі вважають, що волюнтаризм і анархо-капіталізм — поняття тотожні, однак це не так. Пояснюється це тим, що не всі волюнтаристи є анархо-капіталістами, деякі воліють некапіталістичних напрямків ринкового анархізму і лівого лібертаріанства.

## Короткий огляд
Моральні обґрунтування волюнтаризму можуть виникати як з консеквенціоналістичних і деонтологічних нормативних етичних поглядів, так і з апріорних міркувань. Волюнтаризм не виступає за яку-небудь конкретну форму, яку брали б добровільні угоди, а тільки за те, щоб відмовитися від ініціації насильства, що призвело б до процвітання людських спільнот. Волюнтаристи вважають, що кошти повинні узгоджуватися з кінцевим результатом, і, як мета, чисто добровільне товариство може бути створене тільки на добровільній основі. Волюнтаристи стверджують, що люди не можуть бути примушені до свободи. Волюнтаристи часто виступають за використання вільного ринку, освітніх програм, переконання і ненасильницького опору в якості основного способу змінити уявлення людей про державу і їх поведінці по відношенню до нього. волюнтаристи стверджують, що оскільки всі тиранії і держави ґрунтуються на народній підтримці, в повній мірі добровільні кошти є достатнім, і, по суті, єдиним способом досягти волюнтаристського суспільства.
Зазвичай аргумент на користь добровільності ґрунтується на двох аксіомах. По-перше, це аксіома самопринадлежності, яка говорить, що кожна людина знаходиться і має перебувати під контролем своїх власних розуму і тіла, самовизначаються автономно. По-друге, це принцип гомстеду, який говорить, що кожна людина від програми своєї власної праці до не належним йому ресурсів їх стає повноправним і законним власником. Однак геоанархісти пропонують альтернативний принцип, згідно з яким можна володіти землею, але не орендувати ту землю, яка буде розділена порівну по громадському угоди[уточнити].
Волюнтаристи починають з припущення, що людська діяльність являє поведінка, спрямоване на поліпшення порівняно з поточним станом справ (з точки зору індивідуального суб'єкта). Таким чином, як кажуть волюнтаристи, кожна ринкова угода передбачає (і, як правило, забезпечує) задоволення і вигоду всіх учасників обміну. Таким чином, обидві сторони в угоді поліпшують власну стану справ. Волюнтаристи стверджують, що на вільному ринку, не порушеному стороннім втручанням, це відбувається мільйони разів щодня, і кумулятивний ефект забезпечує процвітання та високий рівень життя для людей, що здійснюють свою діяльність у вільній ринковій економіці. З волюнтаристською точки зору, державне втручання і централізоване планування (засноване на примусі) можуть лише змусити людей робити те, що вони в іншому випадку не зробили б, і тим самим це знижує їх задоволення і перешкоджає економічному прогресу.
Волюнтаристи також стверджують, що хоча певні товари та послуги і необхідні для виживання людини, зовсім не обов'язково, щоб вони надавалися державою. Волюнтаристи виступають проти держави, тому що, на їхню думку, воно використовує методи примусу для отримання свого доходу і забороняє діяльність потенційних постачальників послуг. Вони заперечують, що будь-яка форма примусу сумісна з добровільністю. Як кажуть волюнтаристи, прихильник примусу завжди пропонує змусити людей робити те, що зазвичай вони не роблять. Як правило, це відбувається шляхом прийняття законів чи обрання посадових осіб. Виконання законів і робота посадових осіб, в кінцевому рахунку, залежать від фізичного насильства для реалізації примусу. Волюнтаризм не наказує ліквідацію урядів за допомогою насильства або використання демократичного процесу, щоб змінити їх, а наполягає на припиненні підтримки людьми «своїх» держав і виконання їх наказів. Волюнтаристи припускають, що після цієї держави впадуть самі.

## Волюнтаризм і анархізм
Лібертаріанська теорія, спираючись на принципи самопринадлежності і гомстеду, засуджує всі акти агресії та відкидає застосування сили. Зокрема, ринкові анархісти стверджують, що держава діє як агресор, оскільки воно вводить оподаткування і примусово монополізує надання тих чи інших суспільних послуг, таких як дороги, суди, поліцейські і збройні сили. Ця анархічна точка зору на державу як на безумовно і по суті насильницький інститут — відрізняє анархістів від інших лібертаріанців.
За своїм визначенням, волюнтаристи є мирними анархістами. Багато волюнтаристи кінця XX і початку XXI століття виходять у своїй думки з ідей Мюррея Ротбарда і Роберта Лефевра, які заперечували концепцію «обмеженої» держави. Ротбард стверджує, що по-перше, кожен уряд «передбачає встановлення примусової монополії на послуги захисту (поліцію і суди) на довільній території. Таким чином тим власникам власності, які воліють використовувати послуги іншої охоронної компанії на цій території, не повинен цього робити», і по-друге, що кожна держава отримує свої доходи шляхом крадіжки, сором'язливо званої «оподаткуванням». «Всі уряди, якими б обмеженими вони не були, здійснюють принаймні ці два основних злочини проти свободи і власності».
Від інших ринкових анархістів волюнтаристів головним чином відрізняє їх позиція в області стратегії, особливо їх розрахунок на відмову від насильства і позапарламентські засоби для досягнення анархічного суспільства. Як і багато європейські та американські анархісти протягом XIX і XX століть, волюнтаристи утримуються від участі в демократичному процесі. Відмова від «політичних» коштів заснована на тих міркуваннях, що держави залежать від згоди з їх правилами. Француз Етьєн де Ла Боесі, який жив у середині 16-го століття, був першим, хто виявив фактично волюнтаристські погляди, закликавши до мирного відмови від співпраці з державою і ненасильницького опору. Незважаючи на пропаганду насильства з боку ряду анархістів упродовж усієї історії, більшість анархістів намагалися переконати людей, а не примушувати. Заклик Ла Боесі до мирного опору перекликається з сучасним анархізмом, а також з думками значного числа анархістів минулого (наприклад, таких як Лев Толстой і Генрі Девід Торо), або тих, чия думка була сприйнята як околоанархическая, начебто Ганді.

## Походження

### Левелери
Волюнтаризм має довготривалу традицію в англомовному світі. Його історія починається з руху левелерів в Англії середини XVII століття. Представники руху левелерів Джон Лильберн (?1614-1657) і Річард Овертон (?1600-?1660) «протистояли пуританам-пресвітеріанам, які хотіли зберегти офіційну церкву з владою, заснованої на примусі, і заперечували свободу відправлення релігійних обрядів для пуританських сект». Левелери були нонконформістами в плані релігії і виступали за відділення церкви від держави. Церква, за їх уявленнями, була добровільним об'єднанням рівних і являла собою теоретичну і практичну модель громадянського стану. Церковні збори левелерів були засновані на згоді, цей принцип був застосований і для світської боку. Наприклад, у петиції левелерів 1647 р. міститься припущення про те, що «церковні десятини та інші примусові виплати можуть бути скасовані назавжди без заміни якими-небудь іншими, проте всім міністрам можуть платити ті, хто добровільно їх вибрав і співпрацює з ними». Варто тільки замінити термін «церковні десятини» словом «податки» та слово «міністри» словом «чиновники», і ми побачимо, наскільки левелери були близькі до ідеї волюнтаристського держави.
Левелери також завзято дотримувалися ідеї індивідуальності. Річард Овертон писав: «Жодна людина не має більше прав і свобод, ніж я, і я не маю переваг перед іншими людьми». Вони зрозуміли, що неможливо затвердити право того чи іншого приватного особи на власне судження в релігійних питаннях (те, що ми сьогодні називаємо свободою віросповідання), не визнавши те ж саме право для будь-якої іншої особи, навіть упорствующего в своїх помилках. Існування державної церкви в Англії викликало конфлікти з часів левеллеров, так як завжди були ті, хто був противником її релігійної доктрини і примусових пожертвувань.

### Волюнтаризм в освіті
Волюнтаристи також були залучені в конфлікти, що відбувалися в Англії з середини 1840-х рр. до середини 1860-х рр. У 1843 р. Парламент розглянув законопроєкт про обов'язкове навчання в школах дітей, які працюють на фабриках. Дієвий контроль над такими школами здійснювався з боку Англіканської церкви, а фінансування здійснювалося за рахунок місцевого оподаткування. Нонконформісти, головним чином баптисти і конгрегационалисты, насторожилися. Вони були відлучені від церкви більш ніж на сто років. В якийсь період вони не могли укладати шлюби у своїх власних церквах, були змушені платити церковні внески проти своєї волі і вчити своїх дітей таємно під страхом арешту. Їх назвали волюнтаристами за те, що вони неухильно відкидали допомогу держави та її втручання в освіту, точно так само вони відкидали втручання держави в релігійну сферу життя. Було три найбільш відомих волюнтариста: молодий Герберт Спенсер (1820-1903), який публікував свою першу серію статей «Належні межі державної влади», починаючи з 1842 р., Едуард Бейнс-молодший (1800-1890), редактор і засновник газети Leeds Mercury, і Едуард Майалл (1809-1881), міністр конгрегационалистів і редактор-засновник газети The Нонконформістської (1841), який написав книгу «Уявлення про принцип добровільності» (1845).
Освітні волюнтаристи прагнуть до вільної торгівлі освітніми послугами, точно так само, як вони підтримують вільну торгівлю кукурудзою або бавовною. Їх відношення може бути виражено як «свобода навряд чи може бути надмірною.» Вони вважають, що «уряду тримають на службі освіта для боротьби з ним» (навчання звички до покори і навіювання ідей), а що контрольовані урядом школи будуть звичайно вчити дітей непорушності і необхідності Держави. Баинес, наприклад, зазначав, що «ми не можемо порушувати принцип свободи щодо освіти без створення прецеденту і створення мотиву для порушення його щодо інших справ.» Баинес визнає, що наявна система освіти (приватна і благодійна) має недоліки, але він стверджує, що свобода не повинна бути обмежена в цьому відношенні. Ми повинні зменшувати свободу друку бо існують погані газети? «Я заявляю, що Свобода — головна причина хорошої якості; але вона перестає бути свободою якщо ми будемо оголошувати поза законом все другосортне.» Конгрегаційна Освітня Дошка та Баптистське Добровільне Освітнє Товариство зазвичай бувають горді бути серед Волюнтаристів.

### Оберон Герберт
Герберт писав: «Державне утворення: допомога або перешкода?» в 1880 році, і почав використовувати слово «волюнтарист» для позначення його пропаганди «добровільного оподаткування. У 1890 році він почав публікувати свій журнал, The Free Life (Орган добровільного оподаткування і добровільного держави). Герберт не був суворим волюнтаристом тому що, хоча він стверджував, що держава може бути отримувати прибуток надаючи конкурентоспроможні послуги на вільному ринку, він продовжував захищати одне монопольне держава для кожної даній географічній території. Деякі з його есе називаються «Принципи волюнтаризму й вільного життя» (1897), «Заява для волюнтаризму» (посмертно, 1908)

## Використання в США
Хоча в Америці ніколи не було вираженого руху «волюнтаристів» до 20-го століття, ранні американці виступали за відділення церкви від держави в деяких з початкових тринадцяти штатів. Ці свідомі люди, які висували заперечення вважали, що лише народження в даній географічній місцевості не означає, що людина погоджується на членство або автоматично хоче підтримувати державну церкву. Це заперечення оподаткуванню на користь церкви було двостороннім: податок не тільки дає державі деякі права по контролю церкви; він являє шлях втягування невіруючих у підтримку церкви. В Новій Англії, де і Массачусец і Коннектикут були засновані з державними церквами, багато людей вірили, що їм необхідно платити податок для звичайної підтримки релігії — за схожим причин вони платили податки на утримання доріг і судів. Для багатьох з них було просто незбагненним, що суспільство довгий час могло існувати без державної підтримки релігії. Практично ніхто не розглядав ідею, що хоча забезпечувані державою товари і послуги (такі як дороги, школи і церкви) можуть складати важливу частину соціального забезпечення, вони зовсім не обов'язково повинні надаватися державою.
Існували щонайменше два добре відомих американця, які підтримували волюнтаристське справа в середині 19-го століття. Перше зіткнення Генрі Девіда Торо (1817-1862) з законом його рідного штату Массачусетс сталося в 1838 році, коли йому виповнився двадцять один. Держава вимагає, щоб він виплатив один долар міністерського податку, на підтримку священика, «чиї проповіді відвідував мій батько, але ніколи я сам». Коли Торо відмовився сплатити цей податок, він, ймовірно, був оплачений однією з його тіток. Щоб уникнути міністерського податку в майбутньому, Торо повинен був свідчити під присягою, що він не є членом церкви.
Ніч, проведена Торо у в'язниці за його відмову платити інший муніципальний податок, податок з виборців, місту Конкорду була описана в його есе «Опір цивільному уряду», вперше опублікованій у 1849. Вона також відома під назвою «Про громадянську непокору», так як в ній робиться висновок, що уряд залежить від кооперації його громадян. Хоча він не був повністю послідовним волюнтаристом, він писав, що він хоче ніколи «не залежати від державної захисту», і що він відмовляє йому у своїй лояльності до тих пір, поки воно підтримує рабство. Він відділяв себе від «тих, хто називав себе противниками уряду»: «Я виступаю не за відсутність уряду, але за найкращий уряд», але це було інтерпретовано як позиція більш радикальна, ніж минархизм разом з тим, що він почав своє есе зі свого переконання «що найкращий уряд той, який не править зовсім» з яким щиро погоджуються всі волюнтаристи.
Одним з «противників уряду» був Вільям Ллойд Гаррісон (1805-1879), знаменитий абсолюталізм і видавець «The Ліберейтор». Майже всі аболіціоністи розділяють принцип власності на самого себе вважають, що кожна людина як індивід — володіє і може забезпечувати свободу своїх власних розуму і тіла вільними від зовнішнього насильницького втручання. Аболіціоністи виступали за негайне і безумовне скасування рабства бо вони бачили, що рабство є захоплення людей у своїй найбільш прямий і найгіршій формі. Раб є річчю без будь-яких прав на самого себе. Аболіціоністи {вважають}, що кожне людське життя, без винятків, має право на незалежність і, отже, ніхто не може здійснювати насильницький контроль над іншим без порушення принципу власності на самого себе. Гаррісон так само не був чистим волюнтаристом і підтримував війну федерального уряду проти штатів з 1861 по 1865.
Ймовірно, найбільш послідовним волюнтаристом тієї епохи був Чарльз Лейн (1800-1870). Він мав дружні стосунки з Амосом Бронсом Алкоттом, Ральфом Вальдо Емерсоном і Торо. Між січнем і червнем 1843 серія з дев'яти листів, написана ним, була опублікована в таких аболиционистских виданнях як «The Ліберейтор» і «The Herold of Freedom». Вони були заголовки «Добровільне політичне уряд» і в них Лейн описує держава в термінах институциализированного насильства і називає його «кулачним правом, болотом бандитського права сильної руки, [підтримуваної] рушницями і багнетами». Він бачив, що примусове держава рівносильно примусового Християнства. «Всі розуміють, що з церквою щось не так, якщо вона доходить до людей з біблією в одній руці і мечем в іншій.» «Хіба не настільки ж диявольськими є подібні дії з боку держави?» Лейн вважав, що громадська думка зазнає урядові закони лише тому, що ще не всі визнають факт, що всі істинні цілі держави могли б бути виконані на добровільній основі, так само, як церкви можуть існувати за рахунок добровільних внесків. Впевненість в принципі добровільності могла б з'явитися тільки завдяки добрим, акуратним, і моральним засобам, які могли б існувати повністю добровільному товаристві, яке він захищав. «Давайте жити в добровільному державі також як і ходити в добровільну церкву, і тоді у нас, може бути, буде деякий підставу називати себе вільними людьми.»
Лібертаріанці XX і XXI століть охоче проводять паралель між скасуванням державних церков і відмовою від держави взагалі. Хоча термін «волюнтаризм» фактично зник після смерті Оберона Герберта, його використання було відновлено наприкінці 1982 році, коли Джордж Х. Сміт, Венді Макелрой і Карл Уотнер почали видавати «Voluntaryist». Джордж Сміт запропонував, щоб використання терміна ідентифікувало тих лібертаріанців, які вважають, що політичні дії і політичні партії (особливо Лібертаріанська партія) протилежні їх ідей. В їх «Декларації намірів» немає місця ні куль, ні виборчим бюлетеням. В есе «Voluntaryism» (1983), Уотнер, Сміт і Макелрой пояснили, що волюнтаристи — захисники аполітичних стратегій досягнення вільного суспільства. Вони відхиляють виборчу політику «в теорії і на практиці несумісну з лібертаріанськими цілями», і стверджують, що політичні методи незмінно підсилюють законність примусових урядів. В ув'язненні їх «Декларації намірів» вони написали: «волюнтаристи натомість використовують для руйнування держави просвіта, ми пропагуємо відмова від співробітництва і мовчазної згоди, від якого в кінцевому рахунку залежить державна влада».